# Racine (Ohio)
Racine és una població dels Estats Units a l'estat d'Ohio. Segons el cens del 2000 tenia 746 habitants.

## Demografia
Segons el cens del 2000, Racine tenia 746 habitants, 302 habitatges, i 211 famílies. La densitat de població era de 685,8 habitants per km².
Dels 302 habitatges en un 28,1% hi vivien nens de menys de 18 anys, en un 57,6% hi vivien parelles casades, en un 11,6% dones solteres, i en un 30,1% no eren unitats familiars. En el 27,2% dels habitatges hi vivien persones soles l'11,9% de les quals corresponia a persones de 65 anys o més que vivien soles. El nombre mitjà de persones vivint en cada habitatge era de 2,47 i el nombre mitjà de persones que vivien en cada família era de 3,01.
Per edats la població es repartia de la següent manera: un 24,5% tenia menys de 18 anys, un 9,4% entre 18 i 24, un 25,3% entre 25 i 44, un 24% de 45 a 60 i un 16,8% 65 anys o més.
L'edat mediana era de 38 anys. Per cada 100 dones de 18 o més anys hi havia 85,2 homes.
La renda mediana per habitatge era de 22.450 $ i la renda mediana per família de 30.000 $. Els homes tenien una renda mediana de 26.071 $ mentre que les dones 18.125 $. La renda per capita de la població era de 13.644 $. Aproximadament el 23,2% de les famílies i el 26,4% de la població estaven per davall del llindar de pobresa.

## Poblacions més properes
El següent diagrama mostra les poblacions més properes.